# Поймай меня, если сможешь (мюзикл)
«Пойма́й меня́, е́сли смо́жешь» (англ. Catch Me If You Can) — американский мюзикл на либретто Терренса Макнелли, музыку Марка Шеймана и слова Марка Шеймана и Скотта Уиттмана. Основан на одноимённом фильме 2002 года, который снят по мотивам автобиографии Фрэнка Абигнейла младшего. Мировая премьера мюзикла состоялась 10 апреля 2011 года в бродвейском театре «Нил Саймон» в Нью-Йорке, США.

## История
Первая читка сценария с музыкой прошла под руководством режиссёра Джека О’Брайена. В ней приняли участие Нейтан Лейн, Мэтью Моррисон, Том Уопат и Брэндон Уорделл. Спустя два года состоялось представление в мастерской. К команде добавились новые исполнители ролей. Первый предпоказ мюзикла «Поймай меня, если сможешь» прошёл в театре «Пятая авеню» города Сиэтла с 28 июля по 16 августа 2009 года. Постановка в основном получила положительные отзывы критиков.
Этап предпоказов на Бродвее прошёл в театре «Нил Саймон» с 11 марта по 9 апреля 2011 года. Официальный прокат стартовал 10 апреля и продлился до 4 сентября, сыграв всего 166 спектаклей.
Национальный тур по городам США продлился с 7 октября 2012 года по 28 июля 2013 года. Его выполняла театральная компания «Troika Entertainment».
Первая зарубежная постановка была представлена в Сеуле (Южная Корея) с 28 марта по 10 июня 2012 года. В 2015 году японская театральная компания «Takarazuka Revue Production» провела в Токио и Осаке прокат мюзикла «Поймай меня, если сможешь» с труппой, состоящей полностью из женщин.
В мае 2016 года в Мельбурне состоялась австралийская премьера мюзикла.
7 октября 2016 года состоялась премьера российской постановки мюзикла «Поймай меня, если сможешь» в Москве в Культурном центре «Москвич». В сезоне 2016/17 было показано 24 спектакля. Открытие второго сезона ожидается осенью 2017 года. Обновленную версию мюзикла зрители смогут увидеть в новом концертном зале «Кино-холл».

## Актёрский состав
| Роль                    | Бродвей              |
| ----------------------- | -------------------- |
| Фрэнк Абигнейл-мл.      | Аарон Твейт          |
| Карл Хэнрэтти           | Норберт Лео Бац      |
| Фрэнк Абигнейл-ст.      | Том Уопат            |
| Пола Абигнейл           | Рэйчел де Бэнедет    |
| Бренда Стронг           | Керри Батлер         |
| Кэрол Стронг            | Линда Харт           |
| Роджер Стронг           | Ник Вайман           |
| Агент ФБР Джонни Доллар | Брэндон Уорделл      |
| Агент ФБР Билл Код      | Тимоти Маккуин Пигги |
| Агент ФБР Тодд Брэнтон  | Джо Кассиди          |

## Музыка

### Музыкальные партии
| Акт I - «Live in Living Color» — Абигнейл-мл. и ансамбль - «The Pinstripes Are All That They See» — Абигнейл-мл., Абигнейл-ст. и девушки - «Someone Else’s Skin» — Абигнейл-мл. и ансамбль - «Jet Set» — Абигнейл-мл. и ансамбль - «Live in Living Color (Reprise)» — Абигнейл-мл. - «Don’t Break the Rules» — Хэнрэтти и ансамбль - «The Pinstripes Are All That They See (Reprise)» — Девушки - «Butter Outta Cream» — Абигнейл-мл. и Абигнейл-ст. - «The Man Inside the Clues» — Хэнрэтти - «Christmas Is My Favorite Time of Year» — Люди на вечеринке - «My Favorite Time of Year» — Хэнрэтти, Абигнейл-мл., Абигнейл-ст. и Пола | Акт II - «Doctor’s Orders» — Медсёстры - «Live in Living Color (Reprise)» — Абигнейл-мл. - «Don’t Be a Stranger» — Пола и Абигнейл-ст. - «Little Boy Be a Man» — Абигнейл-мл. и Хэнрэтти - «Seven Wonders» — Абигнейл-мл. и Бренда - «(Our) Family Tree» — Корол, Роджер, Бренда, Абигнейл-мл. и семья Стронг - «Fly, Fly Away» — Бренда - «Goodbye» — Абигнейл-мл. - «Strange But True» — Абигнейл-мл. и Хэнрэтти |

### Саундтрек
Оригинальный бродвейский саундтрек был представлен в цифровых магазинах 23 мая 2011 года, а на CD был выпущен 28 июня компанией «Ghostlight Records». В качестве бонуса здесь представлена песня «Fifty Checks» в исполнении Тома Уопата, вырезанная из мюзикла до представления на Бродвее.

## Постановки

### Предпоказы
| Город (страна) | Театральная площадка   | Дата открытия | Дата закрытия | Кол-во спектаклей |
| -------------- | ---------------------- | ------------- | ------------- | ----------------- |
| Сиэтл (США)    | «Пятая авеню»          | 28.07.2009    | 16.08.2011    | 25                |
| Нью-Йорк (США) | «Нил Саймон» (Бродвей) | 11.03.2011    | 09.04.2011    | 32                |

### Стационарные
| Город (страна)  | Компания                 | Театральная площадка       | Дата открытия | Дата закрытия | Кол-во спектаклей |
| --------------- | ------------------------ | -------------------------- | ------------- | ------------- | ----------------- |
| Нью-Йорк (США)  | Nederlander Organization | «Нил Саймон» (Бродвей)     | 10.04.2011    | 04.09.2011    | 166               |
| Москва (Россия) | AK Production            | Культурный центр «Москвич» | 07.10.2016    | 07.03.2017    | 24                |
| Москва (Россия) | AK Production            | Концертный зал «Кино-холл» | 23.09.2017    | -             | ожидается         |

## Реакция

### Кассовые сборы
За всё время проката на Бродвее (включая этап предпоказов), мюзикл собрал почти 17 млн долларов. Средней процент занятости кресел зрительного зала составил 86,15 %. Кассовый недельный рекорд приходится на седьмую неделю проката: за восемь спектаклей мюзикл собрал $918493.

## Награды и номинации
| Год  | Премия                 | Категория                               | Номинант(ы)               | Результат |
| ---- | ---------------------- | --------------------------------------- | ------------------------- | --------- |
| 2011 | «Тони»                 | Лучший мюзикл                           |                           | Номинация |
| 2011 | «Тони»                 | Лучшая мужская роль                     | Норберт Лео Бац           | Победа    |
| 2011 | «Тони»                 | Лучший звук                             | Стив Каньон Кеннеди       | Номинация |
| 2011 | «Тони»                 | Лучшая оркестровка                      | Марк Шейман и Ларри Бланк | Номинация |
| 2011 | «Драма Деск»           | Лучший актёр в мюзикле                  | Норберт Лео Бац           | Победа    |
| 2011 | «Драма Деск»           | Лучший актёр второго плана в мюзикле    | Том Уопат                 | Номинация |
| 2011 | «Драма Деск»           | Лучшая актриса второго плана в мюзикле  | Керри Батлер              | Номинация |
| 2011 | «Драма Деск»           | Лучшая музыка                           | Марк Шейман               | Номинация |
| 2011 | «Драма Деск»           | Лучшие стихи                            | Скотт Уиттман             | Номинация |
| 2011 | «Драма Деск»           | Лучшая оркестровка                      | Марк Шейман и Ларри Бланк | Номинация |
| 2011 | «Драма Лонг»           | Лучший мюзикл                           |                           | Номинация |
| 2011 | «Outer Critics Circle» | Лучшая мужская роль в мюзикле           | Аарон Твейт               | Номинация |
| 2011 | «Outer Critics Circle» | Лучшая мужская роль в мюзикле           | Норберт Лео Бац           | Номинация |
| 2011 | «Outer Critics Circle» | Лучшая музыка                           | Марк Шейман               | Номинация |
| 2011 | «Astaire Awards»       | Лучшая хореография в бродвейском шоу    | Джерри Митчел             | Номинация |
| 2011 | «Astaire Awards»       | Лучшая женщина-танцор в бродвейском шоу | Энджи Л. Шворер           | Номинация |
| 2011 | «Astaire Awards»       | Лучшая женщина-танцор в бродвейском шоу | Дженнифер Франкел         | Номинация |
| 2011 | «Astaire Awards»       | Лучшая женщина-танцор в бродвейском шоу | Рэйчел де Бэнедет         | Номинация |
| 2011 | «Astaire Awards»       | Лучший мужчина-танцор в бродвейском шоу | Норберт Лео Бац           | Победа    |
| 2011 | «Astaire Awards»       | Лучший мужчина-танцор в бродвейском шоу | Аарон Твейт               | Номинация |